# Gentiana calycosa
Espèce
Classification phylogénétique
Gentiana calycosa est une espèce de plantes à fleurs vivaces  de la famille des Gentianaceae présente à l'ouest de l'Amérique du Nord de la Californie jusqu'en Colombie-Britannique.

## Habitat
La plante est présente dans les régions côtières et montagneuses de l'ouest de l'Amérique du Nord de la Californie jusqu'en Colombie-Britannique. Plus à l'est, elle est présente de l'Alberta jusqu'en Utah en passant par le Wyoming et le Montana. Elle est ainsi présente dans les régions montagneuses et humides de la chaine des Cascades comme dans le parc national du Mont Rainier. Les anglophones la surnomment d'ailleurs Rainier pleated gentian qui se traduit littéralement par « Gentiane plissée du Rainier ».

## Description
La fleur se compose de cinq pétales de 3 à 5 centimètres de large de couleur bleu foncé à mauve. Les fleurs sont disposées sur des fines tiges rougeâtres. Les feuilles sont dures, peu épaisses et de couleur verte.